# 2020 au Venezuela

## Chronologie
- 5 janvier : le député vénézuélien Luis Parra, opposant à la fois au président de la république élu mais très fortement contesté Nicolás Maduro et au président de l'assemblée nationale vénézuélienne élu et président de la république autoproclamé Juan Guaidó (voire Crise présidentielle de 2019-2020 au Venezuela pour les détails), s'autoproclame président de l'Assemblée nationale du Venezuela[1].
- 7 janvier : malgré les tentatives de la police vénézuélienne pour l'empêcher d'accéder à l'Assemblée nationale et une coupure de courant dans l'hémicycle qui l'empêche d'utiliser un micro, Juan Guaidó prête serment pour se reconduire président de l'Assemblée nationale vénézuélienne[2].
- 26 mars : les États-Unis inculpent le Président du Venezuela Nicolás Maduro de "narcoterrorisme" et promettent une prime de 15 millions de dollars pour toute information permettant de mener à sa capture[3].
- 3-4 mai : les Forces armées vénézuéliennes et la Marine vénézuélienne stoppent l'Opération Gideon lancée par des rebelles déserteurs vénézuéliens dans le but de faire tomber le gouvernement de Nicolás Maduro.
- 31 août : le président Maduro gracie une centaine d'opposants politiques, dont des députés et des collaborateurs du président du Parlement Juan Guaido, dans le but de commencer un processus pour mettre fin à la crise entre le gouvernement et l'opposition[4].

### Décembre 2020
- 6 décembre 2020 : Élections législatives.

## Décès
- 5 août : Blanca Rodríguez (1926-2020) avocate et femme d'État vénézuélienne.